# Rolls-Royce Spey
O Rolls-Royce Spey (designado pela RR como RB.163, RB.168 e RB.183) é um motor turbofan originalmente concebido e produzido pela Rolls-Royce que tem sido utilizado em grande escala durante os últimos 40 anos. Um desenvolvimento em conjunto, considerado uma versão do Spey, entre a Rolls-Royce e a Allison nos anos sessenta, é o Allison TF41.
Desenvolvido com o intuito de ser utilizado na aviação comercial, o Spey foi também usado em grande escala por uma série de aeronaves militares, e posteriormente como motores de navios.

Os motores Spey, na área da aviação, já acumularam mais de 50 milhões de horas de voo. Mantendo a tradição da Rolls-Royce, o nome do motor provém de um rio britânico, o rio Spey.

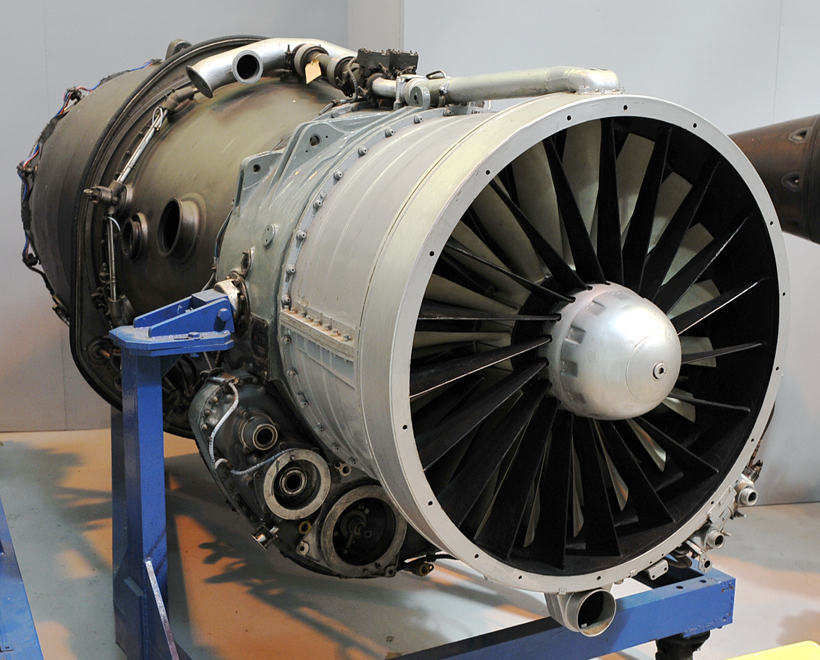
Rolls-Royce Spey RB.163 Mk.505-5